# Goodyerinae
Goodyerinae Klotzsch, 1846 è una sottotribù di piante spermatofite monocotiledoni appartenenti alla famiglia delle Orchidacee, dall'aspetto di piccole erbacee perenni dalla tipica infiorescenza a racemo e comprendente quasi 40 generi.

## Etimologia
Il nome di questa sottotribù deriva dal genere tipo Goodyera) ed è stato creato dal farmacista e botanico germanico Johann Friedrich Klotzsch (1805-1860) in onore di un altro botanico: John Goodyer (1592-1664), un naturalista inglese considerato un precursore della botanica moderna. La prima pubblicazione di riferimento per questa sottotribù è del 1846 e s'intitola: Getreue Darstellung und Beschreibung der in der Arzneykunde Gebräuchlichen Gewächse.

## Descrizione
I dati morfologici si riferiscono soprattutto alle specie europee e in particolare a quelle spontanee italiane.
Sono piante erbacea perenni la cui altezza varia da pochi centimetri (Macodes petola (Blume) Lindl.(1840)) fino a circa 2 metri (Aspidogyne gigantea (Dodson) Ormerod, (2005)). La forma biologica prevalente di queste orchidee è geofita rizomatosa (G rizh), ossia sono piante con un particolare fusto sotterraneo, detto rizoma, che ogni anno si rigenera con nuove radici e fusti avventizi. La maggioranza di queste orchidee sono terrestri, poche sono epifite, ossia vivono appoggiate su rami o fusti di altre piante di maggiori proporzioni.

### Radici
Le radici sono secondarie da rizoma (vengono emesse dai nodi del rizoma).

### Fusto
- Parte ipogea: la parte sotterranea consiste in un rizoma stolonifero e radicante ai nodi (a portamento strisciante). La consistenza di questi organi è carnosa e, nelle specie tropicali epifite, spesso sono rivestiti di un velo radicale detto velamen che consente alla pianta di assorbire l'umidità atmosferica. Il velamen presenta delle caratteristiche utili all'analisi filogenetica di queste orchidee[5].
- Parte epigea: i fusti aerei sono ascendenti, delicati e ramificati. Alcune specie hanno un portamento prostrato.

### Foglie
- Foglie basali: sono piante dotate di una rosetta basale. Le foglie hanno una forma intera o ovato-bislunga con apice appuntito. Sono picciolate. La lamina in genere è verde ed è solcata da diverse nervature biancastre e parallele ma anche reticolate (nervatura di tipo anastomosata), oppure anche marmorizzate o con disegni policromi (bianchi, gialli o rossi).
- Foglie cauline: quelle del fusto in genere sono ridotte ma sempre ben visibili e normalmente verdi, a forma lanceolato-lineare e sono amplessicauli (abbraccianti il fusto). La disposizione lungo il fusto è a spirale.

Alcune specie sono prive di clorofilla per cui le foglie sono colorate di marrone chiaro, oppure sono ridotte a squame distribuite lungo il fusto.

### Infiorescenza
L'infiorescenza è del tipo spiciforme o a racemo con pochi o tanti fiori secondo la specie. La disposizione dei fiori è più o meno spiralata e a volte unilaterale. I fiori sono sessili. Alla base del ovario (sotto il perigonio) sono presenti delle brattee erbacee a forma lanceolata; queste in alcune specie sono più lunghe dell'ovario.

### Fiori
I fiori sono ermafroditi ed irregolarmente zigomorfi, pentaciclici (perigonio a 2 verticilli di tepali, 2 verticilli di stami (di cui uno atrofizzato), 1 verticillo dello stilo).  I fiori sono di solito resupinati, ossia ruotati di 180° per cui i labello si trova nella parte bassa del perigonio; sono inoltre piccoli e colorati di bianco o verdognoli.

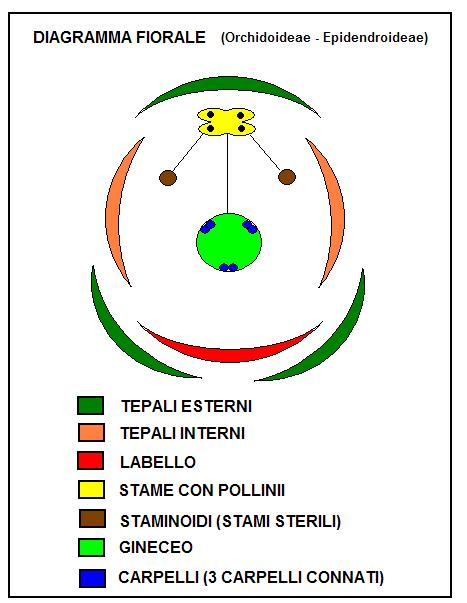
Diagramma fiorale

- Formula fiorale: per queste piante viene indicata la seguente formula fiorale:

X, P 3+3, [A 1, G (3)], infero, capsula
- Perigonio: il perigonio è composto da 2 verticilli con 3 tepali ciascuno (3 interni e 3 esterni) a forma quasi sempre lanceolato-ovata, con apice acuto e più o meno liberi. Nel primo verticillo (esterno) il portamento dei 3 tepali ricorda quello di una campanula. Nel secondo verticillo (interno) il tepalo centrale (chiamato “labello”) è molto diverso rispetto agli altri due laterali che si presentano più simili ai tre tepali esterni.
- Labello: il labello (semplice – non formato da due parti distinte) è il tepalo centrale più interno. Nella maggioranza dei casi la forma è ovato-gozzuta (ossia si presenta “saccato” - a forma di sacco) e termina con una “lingua” (ovato-triangolare) ripiegata verso il basso. Al suo interno si trovano gli organi di riproduzione (il ginostemio). Il labello non è speronato come in altri generi della stessa famiglia; ed è nettarifero.
- Ginostemio:  lo stame con le rispettive antere (si tratta di una antera biloculare) è concresciuto con lo stilo e forma una specie di organo colonnare chiamato ginostemio[9]. Il polline ha una consistenza granulare. Il rostello in alcune specie è a forma di spatola (in altre specie può avere due punte).
- Ovario: l'ovario, da fusiforme a cilindrico, è infero e sessile, ed è formato da tre carpelli fusi insieme.

### Frutti
I frutti sono delle capsula più o meno ovoidali con alcune coste. Questo tipo di frutto è deiscente lungo tre di queste coste. Al suo interno sono contenuti numerosi minutissimi semi. Questi semi sono privi di endosperma e gli embrioni contenuti in essi sono poco differenziati in quanto formati da poche cellule. Queste piante vivono in stretta simbiosi con micorrize endotrofiche, questo significa che i semi possono svilupparsi solamente dopo essere infettati dalle spore di funghi micorrizici (infestazione di ife fungine). Questo meccanismo è necessario in quanto i semi da soli hanno poche sostanze di riserva per una germinazione in proprio..

## Biologia
La riproduzione di queste piante avviene in due modi: 
- per via sessuata grazie all'impollinazione ad opera degli insetti pronubi; ma la germinazione dei semi è condizionata dalla presenza di funghi specifici (i semi sono privi di albume – vedi sopra).
- per via vegetativa in quanto i rizomi possono emettere gemme avventizie capaci di generare nuovi individui.

## Distribuzione e habitat
Le oltre 700 specie di questa sottotribù hanno una distribuzione cosmopolita, essendo presenti in tutti i continenti eccetto l'Antartide. Quelle tropicali provengono soprattutto dall'Asia. In Europa sono presenti solamente due specie del genere Goodyera: Goodyera repens (presente anche in Italia) e Goodyera macrophylla, endemica di Madera.
L'habitat tipico (almeno per le specie a clima temperato) sono le zone ombreggiate, fresche e umide dei sottoboschi.

## Tassonomia
La sottotribù delle Goodyerinae è assegnata alla tribù delle Cranichideae che a sua volta fa parte della sottofamiglia delle Orchidoideae (il secondo gruppo di orchidee per importanza numerica dopo la sottofamiglia delle Epidendroideae).
La sottotribù Goodyerinae all'interno della tribù, da un punto di vista filogenetico, ha una posizione centrale.
Secondo alcune ricerche fatte sul velamen, all'interno della tribù delle Cranichideae, risulta che alcune specie della sottotribù delle Goodyerinae (generi Ludisia e Goodyera) sono le più antiche rispetto ad altre specie/generi della stessa tribù.

### Generi
La tribù attualmente comprende i seguenti 35 generi per un totale di 789 specie. Il numero delle specie è stato ottenuto considerando quelle accettate da Plants of the World Online (marzo 2021).
- Aenhenrya Gopalan (1 sp.)
- Anoectochilus Blume, 1825 (46 spp.)
- Aspidogyne Garay, 1977 (78 spp.)
- Chamaegastrodia Makino & F.Maek., 1935 (3 spp.)
- Cheirostylis Bijdr., 1825 (56 spp.)
- Cystorchis Blume, 1859 (20 spp.)
- Danhatchia Garay & Christenson, 1995 (3 spp.)
- Dossinia C.Morren, 1848 (1 sp.)
- Erythrodes Blume, 1825 (26 spp.)
- Eurycentrum Schltr., 1905 (4 spp.)
- Gonatostylis Schltr., 1906 (2 spp.)
- Goodyera R.Br., 1813 (99 spp.)
- Halleorchis Szlach. & Olszewski, 1998 (1 sp.)
- Herpysma Lindl., 1833 (1 sp.)
- Hetaeria Blume, 1825 (27 spp.)
- Hylophila Lindl., 1833 (5 spp.)
- Kreodanthus Garay, 1977 (13 spp.)
- Kuhlhasseltia J.J.Sm., 1910 (3 spp.)
- Lepidogyne Blume, 1859 (1 sp.)
- Ludisia A.Rich., 1825 (2 spp.)
- Macodes Lindl., 1840 (11 spp.)
- Microchilus C.Presl, 1827 (160 spp.)
- Myrmechis Blume, 1859 (11 spp.)
- Odontochilus Blume, 1859 (56 spp.)
- Orchipedum Breda, 1827 (3 spp.)
- Pachyplectron Schltr., 1906 (3 spp.)
- Papuaea Schltr., 1919 (1 sp.)
- Rhomboda Lindl., 1857 (24 spp.)
- Schuitemania Ormerod (1 sp.)
- Stephanothelys Garay, 1977 (5 spp.)
- Vrydagzynea Blume, 1858 (42 spp.)
- Zeuxine Lindl., 1826 (80 spp.)

### Alcune specie

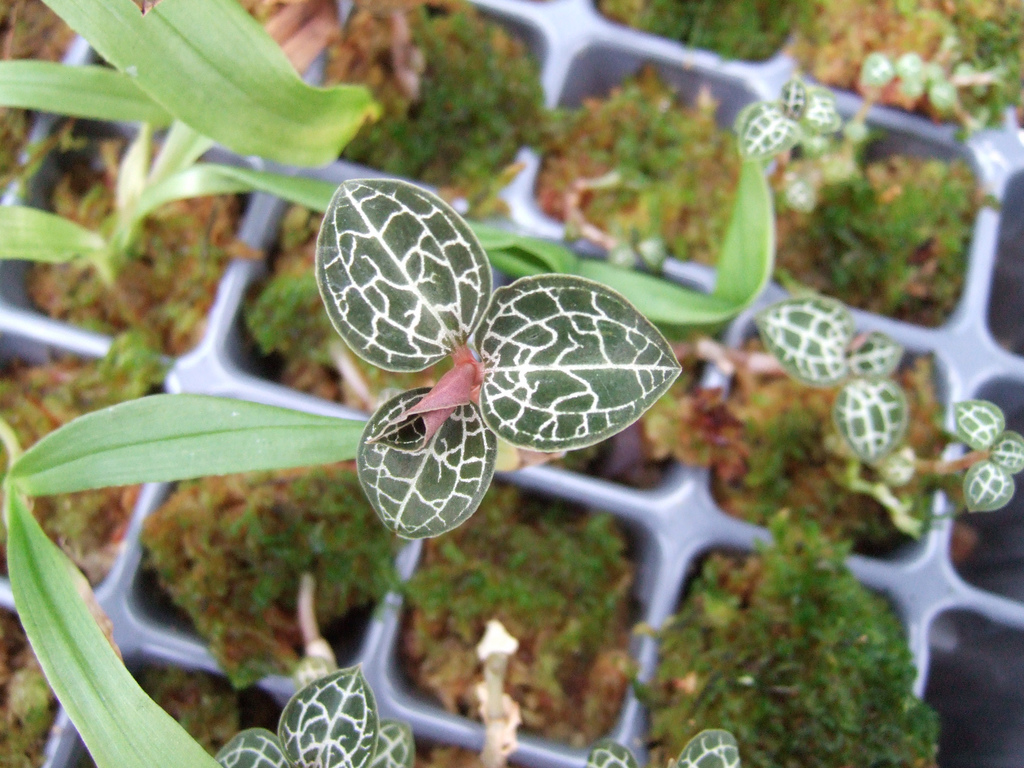
Anoectochilus sikkimensis (genere Anoectochilus)
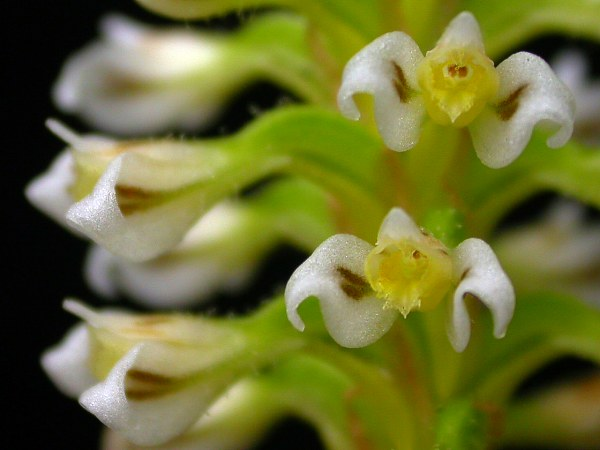
Aspidogyne nobilis (genere Aspidogyne)
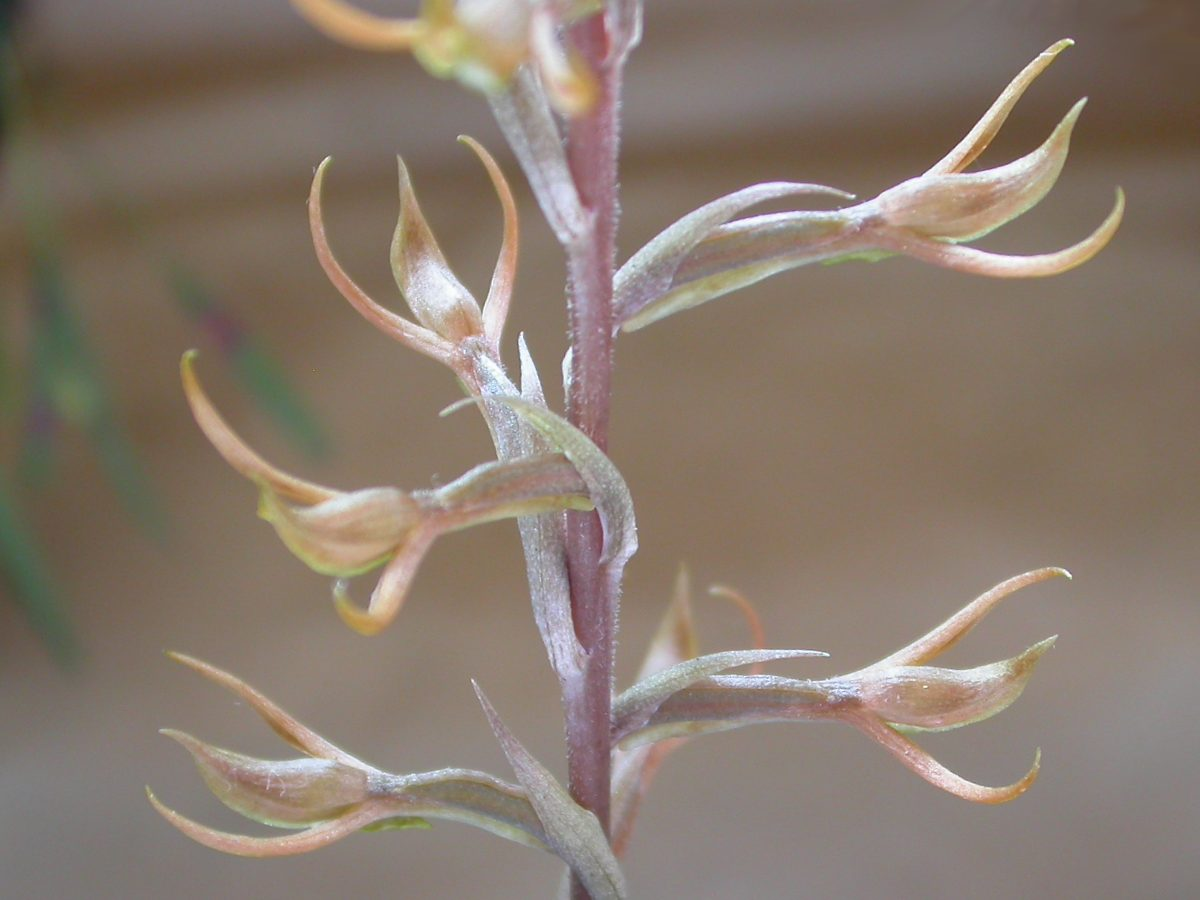
Aspidogyne pedicellata (genere Aspidogyne)
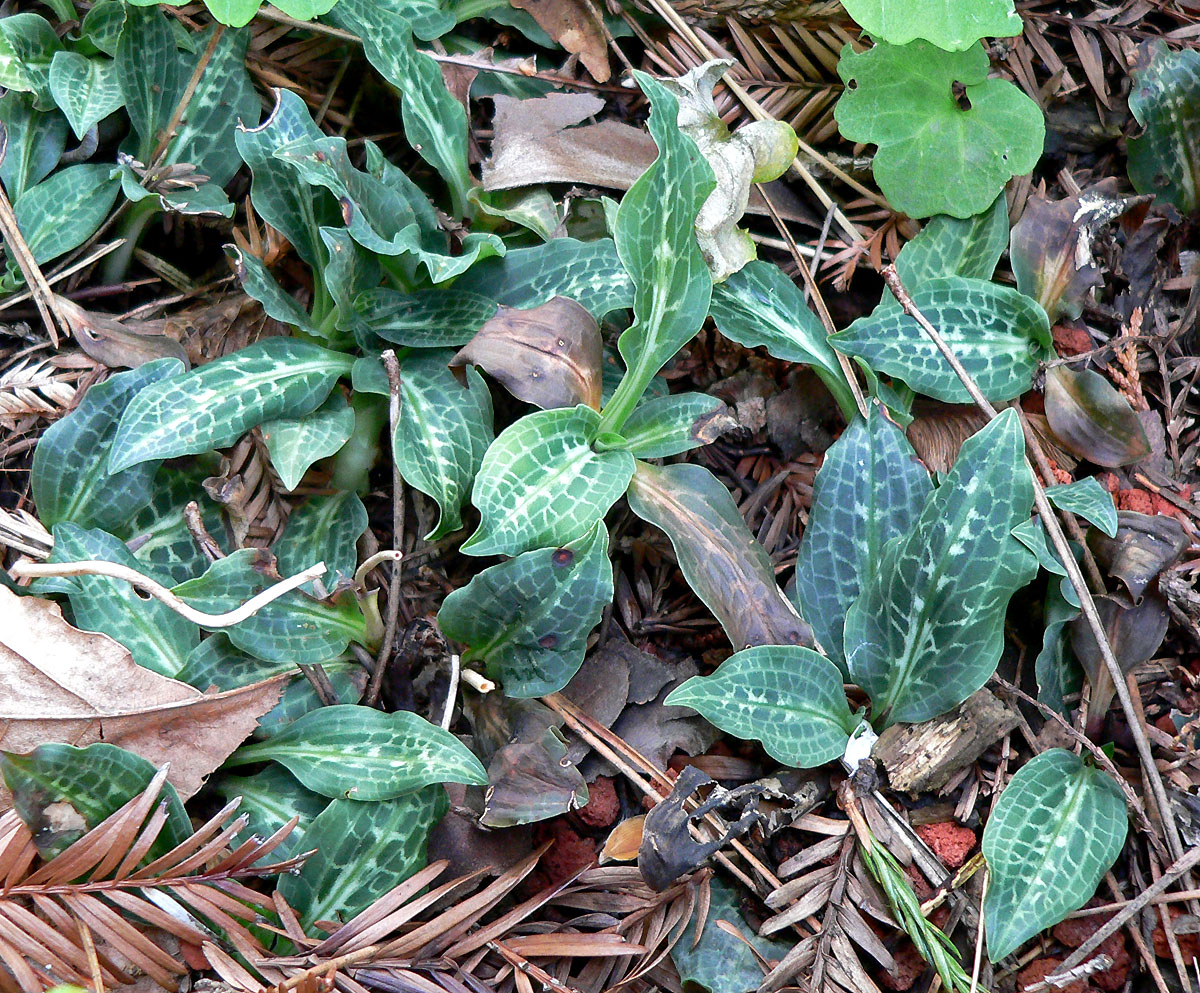
Goodyera oblongifolia (genere Goodyera)
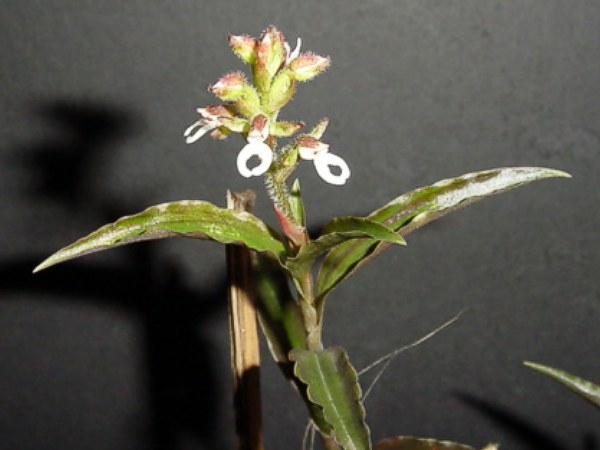
Ligeophila stigmatoptera (genere Ligeophila)
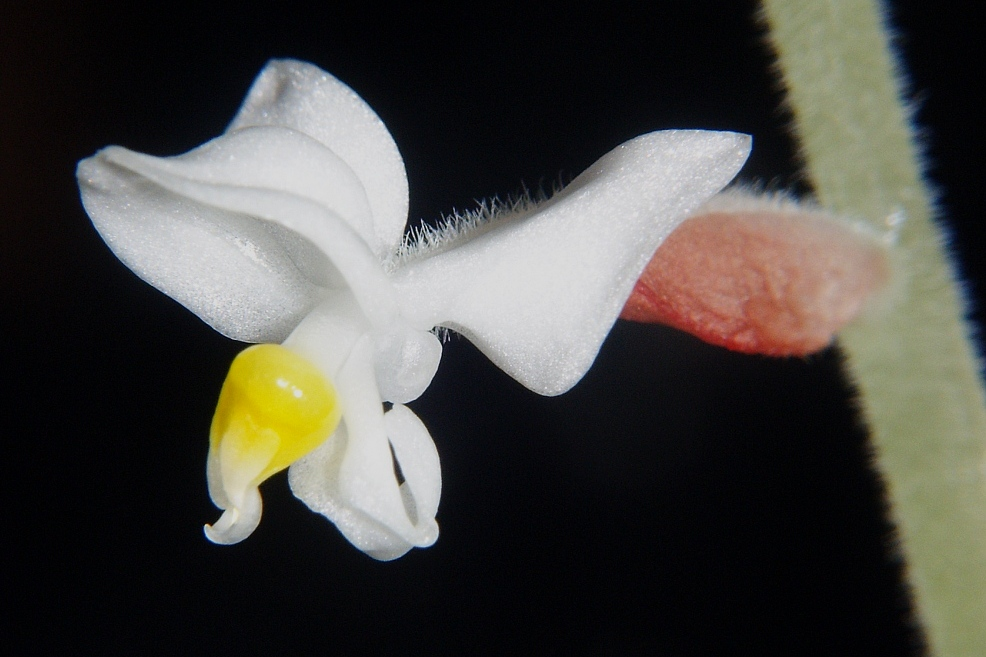
Ludisia discolor (genere Ludisia)
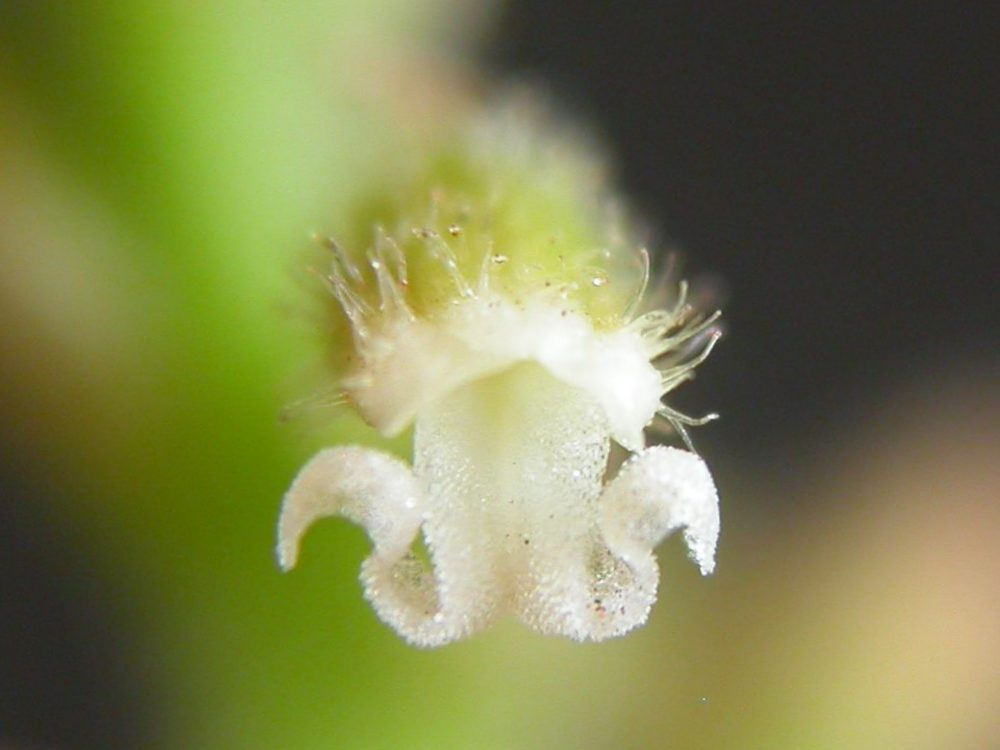
Microchilus arietinus (genere Microchilus)
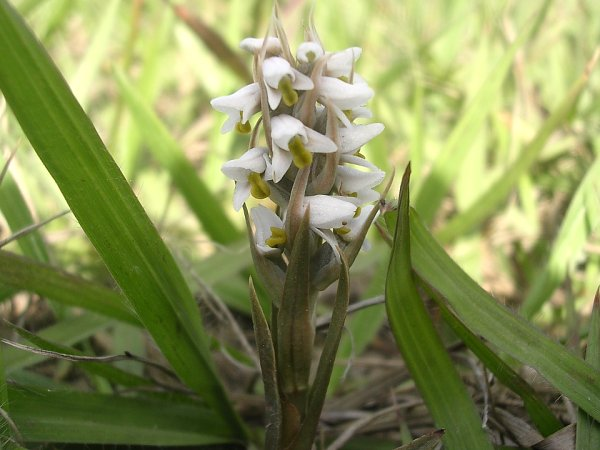
Zeuxine strateumatica (genere Zeuxine)

## Altre notizie
- In alcune aree è una pianta protetta quindi ne è vietata la raccolta.
- Una documentazione sicura sulla antichità della sottotribù è data dal ritrovamento di un frammento di ambra del Miocene (circa 15 – 20 milioni di anni fa) nella Repubblica Dominicana contenente una ape operaia estinta (Problebeia domenicana), nel cui torace alcuni ricercatori hanno individuato dei grani di polline fossilizzato di una specie estinta di orchidea: Meliorchis caribea (appartenente alla sottotribù delle Goodyerinae)[14].